# Stadion Beroe w Starej Zagorze
Stadion Beroe (bułg. Стадион „Берое”) – stadion piłkarski w Bułgarii, w Starej Zagorze, znajdujący się w parku Ajazmo.

## Historia
Budowa stadionu rozpoczęła się wiosną 1955 roku przez Siły Zbrojne oddziału oficera Dełczo Dełczewa, który dziś jest honorowym obywatelem Starej Zagory. Z czasem budowę stadionu kontynuowali wolontariusze. Ostatecznie budowa zakończyła się 4 kwietnia 1959 roku. Odnawiany był w 2004, 2011 i 2012 roku.